# Прва лајф
Прва лајф (Prva Life) је српски телевизијски канал који се емитује путем кабловске, сателита и ИПТВ мреже. Канал је покренут од стране Прве телевизије. Емитовање канала започето је 1. јануара 2018. године.

## Програм
- Домаћице са Босфора[3]
- Једне летње ноћи[4]
- Судбина[5]
- Парампарчад[6]
- Кад лишће пада[7]
- Звала се Фериха[8]
- Бруско[9]
- Одбачено сироче[10]
- Рањено срце[11]